# 행복한가요
최인락의 행복한가요는 TBN 부산교통방송(FM 94.9MHz)에서 평일 밤 8시부터 9시 55분까지 방송되는 주말 가요 음악 프로그램이다. 2022년 10월 23일 자로 1년만에 폐지되었다.

## 프로그램 소개
- 'close to you, 음악으로 다가섭니다. '주말 저녁 따뜻한 음악들로 하루에 행복을 더하세요!

## 코너소개

### 매일 코너
- 오늘의 밤편지 - 하루 끝, 좋은 시 구절을 띄워드립니다.
- 음악선물 - 신청곡 코너

### 요일 코너
- 토요일 - 세대공감뮤직 2356 : 세대격차 해소 프로젝트! 2030세대, 5060세대가 선정한 곡 소개
- 토요일 - 영화보다 OST : 영화에 향을 더하는 OST 소개 (김충국 부산대학교 영화연구소 연구원)
- 일요일 - 음악레시피 : 708090 음악에 새로운 형식을 더한 라이브 콘서트 (퓨전국악그룹_밴드새나, 색소폰 연주자_고민석)
- 일요일 - 음악테라피 : 사연에 맞는 음악 처방전을 내리는 시간 (708090 가요 전문가_최대호)